# Enda Walsh
Enda Walsh (Dublin, 7 de fevereiro de 1967) é um dramaturgo e roteirista irlandês.

## Biografia
Enda Walsh nasceu em Kilbarrack, no norte de Dublin, em 7 de fevereiro de 1967. Seu pai era dono de uma loja de móveis, enquanto sua mãe havia sido atriz. Ele é o segundo mais novo de seis filhos. Walsh afirma que via seu pai, um vendedor, como o "ator principal" no negócio, mas à medida que a economia da Irlanda flutuava, as vendas de móveis também variavam. Durante a recessão dos anos 1980, quando os lucros estavam baixos, Walsh diz que ganhava mais dinheiro gerenciando seu próprio serviço de entrega de jornais do que seu pai trazia para casa da loja. A vida na grande família era cheia de incidentes, e Enda afirmou que muitas de suas peças têm origem em suas relações com seu pai, sua mãe e seus amigos, seus três irmãos e duas irmãs.
Enda frequentou a Greendale Community School, onde foi ensinado por Roddy Doyle e Paul Mercier. Após estudar Comunicação na Rathmines College e atuar no Dublin Youth Theatre, Walsh viajou pela Europa trabalhando como editor de filmes. Ao retornar a Dublin, ele encontrou poucas oportunidades e, por isso, se mudou para Cork, onde atuou na Graffiti Theatre, uma companhia de teatro educacional. Em 1993, Walsh começou a trabalhar com Pat Kiernan, diretor da Corcadorca, um coletivo colaborativo que criava o que Walsh descreve como peças "terríveis". Em 1996, sua peça Disco Pigs estreou no Triskel Art Centre, em Cork. Esse foi o início de uma carreira internacional escrevendo para o palco e o cinema. Sentindo-se "confortável demais" em Dublin, em 2005, Walsh e sua esposa, Jo Ellison, que atualmente é editora do Financial Times, se mudaram para Londres. Eles vivem em Kilburn com sua filha, Ada, e seu cockapoo, Alvin.